# Ado Sato
Ado Sato (佐藤亜土, Satō Ado), signant ses œuvres de son prénom ADO, né le 23 décembre 1936 à Yokohama au Japon et mort à Tokyo en 1995, est un graphiste et peintre japonais, fils du peintre Key Sato et de la cantatrice Yoshiko Sato.

## Biographie
Né le 23 décembre 1936 à Tokyo ou à Yokohama, Ado grandit dans une maison où défilent artistes et musiciens. Sa mère Yoshiko Sato et son père Key Sato vivent éloignés, Yoshiko Sato en tant que cantatrice au Japon, et Key Sato en tant qu'artiste peintre à Paris. L'artiste Tsugouharu Foujita est un ami de famille. Il dessinera d'ailleurs des caricatures de Key Sato mais aussi un portrait du jeune Ado encore enfant.[réf. nécessaire] Ado étudie l'esthétique à l'Université Keiō à Tokyo. Durant ses études, il se lie d'amitié avec Tatsuya Nakadai, Kishin Shinoyama ou Masaya Nakamura. Diplômé de Keiō en 1961, Ado décide de s'installer à Paris en 1962. Repéré dès 1962 à la Biennale de Paris, le Musée d'Art moderne de Paris lui consacre sa première grande exposition personnelle à l'A.R.C. en 1971. L'amateur de cinéma français des années 1960-70 retrouvera les tableaux et sérigraphies d'Ado, notamment dans les films de Claude Zidi ou de Jean Yanne[réf. nécessaire].

## Expositions / Rétrospectives récentes
- 2006: "ADO 70'" à la galerie Les Modernistes à Paris.
- 2008: "ADO/VISEUX" à la galerie Les Modernistes, Paris.
- 2009: "ADO/KITO" à l'espace Les Cascades, Paris.
- 2011: "KEY SATO ET SA FAMILLE" Musée d'Oita, Japon

## Présence dans quelques collections publiques
- Musée d'Art Moderne de la Ville de Paris[4],
- Bibliothèque Nationale, Paris,
- Musée d'Art Moderne MoMA New York[5],
- Collection d'art du gouvernement britannique[6]
- Musée d'art moderne de Kyoto[6],
- Musée d'Art Moderne Kamakura[6],
- Victoria and Albert Museum Londres[6],
- Centre culturel de Yokohama[6]

## Distinctions
Il reçoit en 1954 le prix du jeune artiste, décerné par le musée d'art moderne de Kamakura. 

## Conférences
"Cinéma français: Design, Art" Conférence d'Arno Gaillard (Université Populaire de Caen) au Théâtre du Rond-Point, Paris (Saison 2009/2010)